# Musado
O musado é uma arte marcial moderna que é dividida em dois ramos: o musado tradicional, destinado para civis e o Musado MCS (Military Combat System), destinado para o exército e a polícia. O termo musado (do coreano) significa "a via de guerreiro". Entretanto, o musado é uma arte marcial alemã, baseado nas artes coreanas.
O centro internacional do musado está localizada em Dortmund.

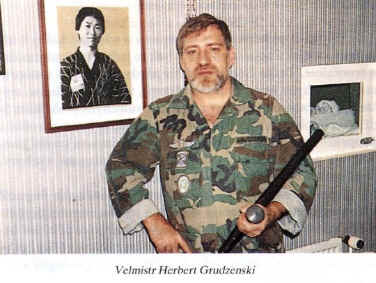
Herbert Grudzenski - Grande mestre e criador da arte marcial.

O Grande mestre do musado é Herbert Grudzenski da Alemanha, os instrutores principais são Oldřich Šelenberk e Antonín Sokol, da República Checa.

## Musado tradicional
O musado tradicional deriva de artes marcials coreanas tradicionais.
O início do musado dá-se a partir de 1968.

## Níveis técnicos no musado tradicional
O musado tradicional tem 6 níveis (1.-6. kup) de estudante que são marcados por cor (ver o quadro). De maneira diferente da maioria das artes marcials o práctico não tem um cinto desde a iniciação, apenas ao término do curso, que dura 2-4 meses - mediante aprovação em testes.
| Níveis técnicos marcados com cor |          |       |
| grau                             | cor      | cinto |
| 6. kup                           | branco   |       |
| 5. kup                           | taronger |       |
| 4. kup                           | amarelo  |       |
| 3. kup                           | verde    |       |
| 2. kup                           | azul     |       |
| 1. kup                           | marró    |       |
| 1. dan                           | negro    |       |

Os cintos sobem até nono dan, dan é marcado sobre o cinto com numeração romana escrito com caracteres dourados. Na República Checa, o mais graduado é Antonín Sokol (4. dan).

### Juramento
- Lealdade ao seu próprio país
- Lealdade ao ensino e aos instrutores, com respeito aos parentes
- Confiança entre os amigos
- Coragem enfrentando um inimigo
- Nunca matar sem causa

### Princípios morais e éticos
Depois de prestar juramento, o estudante deve aderir à estes princípios morais e éticos (kyohun; termos coreanos):
- in - humanidade
- sim - justiça
- ye - cortesia
- ji - sabedoria
- shin - confiança
- sum - bondade
- duk - virtude
- chung - lealdade
- yong - coragem

## Musado Military Combat System
O Musado MCS é um sistema militar de autodefensa e de combate corpo-a-corpo, designado especialmente para exercício do exército, da polícia e das outras forças de segurança.
O musado também é utilizado em exercício das unidades especiais, por exemplo das unidades de guerra aérea, das tropas de reação rápida e das tropas da ONU.
Nas forças armadas da República Checa este sistema foi introduzido em 1993. 